# Compertrix
Compertrix [kɔ̃pɛʁtʁi] est une commune française située dans le département de la Marne, en région Grand Est.

## Géographie
|                    | Fagnières  | Châlons-en-Champagne |
| Villers-le-Château | Compertrix | Sarry                |
|                    |            | Coolus               |

### Hydrographie
La commune est dans la région hydrographique « la Seine de sa source au confluent de l'Oise (exclu) » au sein du bassin Seine-Normandie. Elle est drainée par la Marne et la Coole,.
La Marne  prend sa source sur le plateau de Langres, dans la commune de Saints-Geosmes (Haute-Marne) et se jette dans la Seine entre Charenton-le-Pont et Alfortville (Val-de-Marne) dans le quartier de Conflans-l'Archevêque. Les caractéristiques hydrologiques de la Marne sont données par la station hydrologique située sur la commune de Compertrix. Le débit moyen mensuel est de 70,7 m3/s. Le débit moyen journalier maximum est de 483 m3/s, atteint lors de la crue du 27 janvier 2018. Le débit instantané maximal est quant à lui de 492 m3/s, atteint le 28 janvier 2018.
La Coole, d'une longueur de 30 km, prend sa source dans la commune de Coole et se jette  dans la Marne sur la commune, après avoir traversé dix communes. 

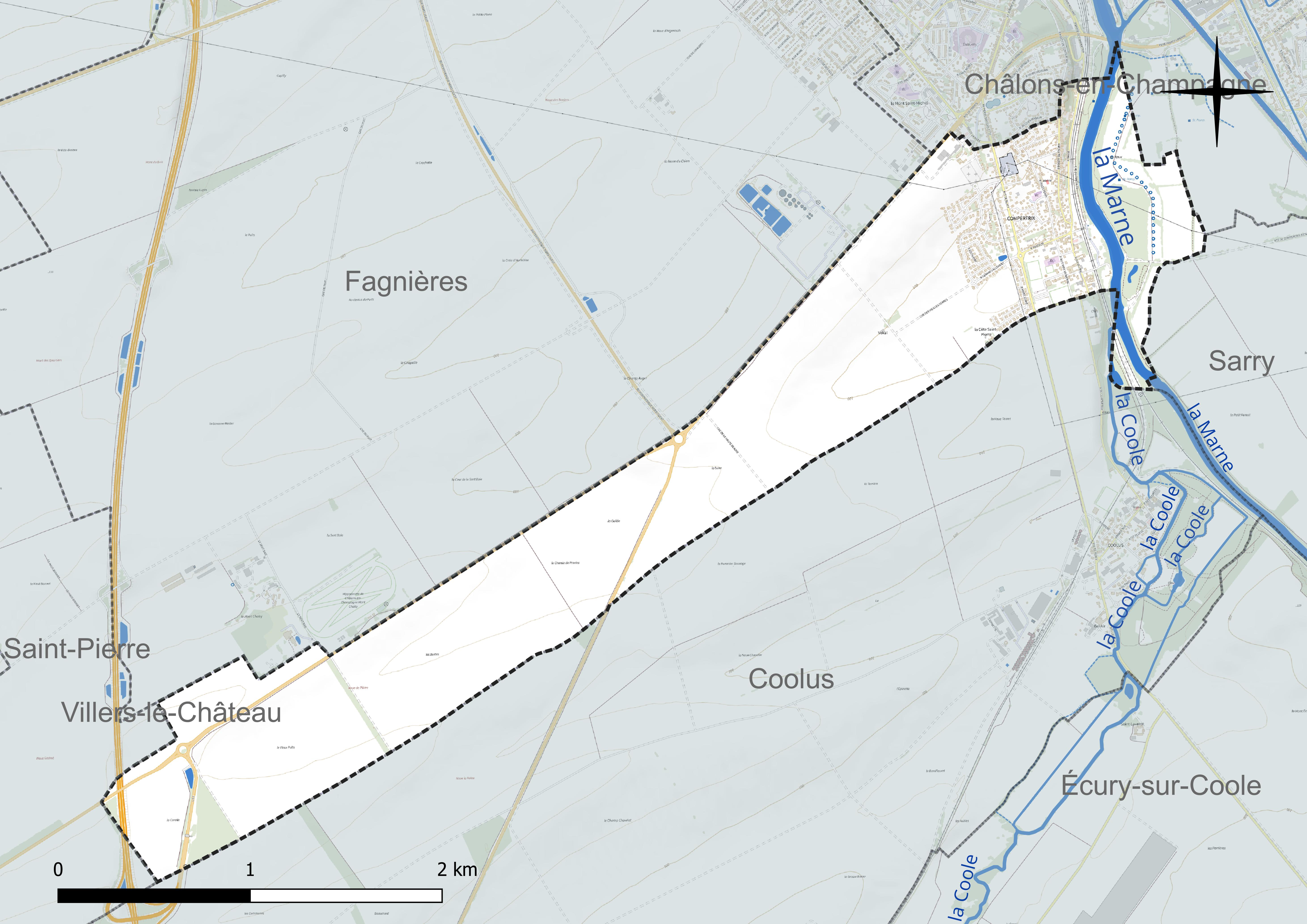
Réseau hydrographique de Compertrix.

### Climat
Pour des articles plus généraux, voir Climat du Grand Est et Climat de la Marne.
En 2010, le climat de la commune est de type climat océanique dégradé des plaines du Centre et du Nord, selon une étude du Centre national de la recherche scientifique s'appuyant sur une série de données couvrant la période 1971-2000. En 2020, Météo-France publie une typologie des climats de la France métropolitaine dans laquelle la commune est exposée à un climat océanique altéré et est dans la région climatique  Nord-est du bassin Parisien, caractérisée par un ensoleillement médiocre, une pluviométrie moyenne régulièrement répartie au cours de l’année et un hiver froid (3 °C). 
Pour la période 1971-2000, la température annuelle moyenne est de 10,4 °C, avec une amplitude thermique annuelle de 16 °C. Le cumul annuel moyen de précipitations est de 669 mm, avec 11,2 jours de précipitations en janvier et 8,3 jours en juillet. Pour la période 1991-2020, la température moyenne annuelle observée sur la station météorologique de Météo-France la plus proche, « Fagnières-Inra », sur la commune de Fagnières à 4 km à vol d'oiseau, est de 11,2 °C et le cumul annuel moyen de précipitations est de 632,3 mm. 
La température maximale relevée sur cette station est de 41,8 °C, atteinte le 25 juillet 2019 ; la température minimale est de −21 °C, atteinte le 6 janvier 1985,,. 
Les paramètres climatiques de la commune ont été estimés pour le milieu du siècle (2041-2070) selon différents scénarios d'émission de gaz à effet de serre à partir des nouvelles projections climatiques de référence DRIAS-2020. Ils sont consultables sur un site dédié publié par Météo-France en novembre 2022.

## Urbanisme

### Typologie
Au 1er janvier 2024, Compertrix est catégorisée ceinture urbaine, selon la nouvelle grille communale de densité à sept niveaux définie par l'Insee en 2022.
Elle appartient à l'unité urbaine de Châlons-en-Champagne, une agglomération intra-départementale regroupant cinq  communes, dont elle est une commune de la banlieue,,. Par ailleurs la commune fait partie de l'aire d'attraction de Châlons-en-Champagne, dont elle est une commune de la couronne,. Cette aire, qui regroupe 97 communes, est catégorisée dans les aires de 50 000 à moins de 200 000 habitants,.

### Occupation des sols
L'occupation des sols de la commune, telle qu'elle ressort de la base de données européenne d’occupation biophysique des sols Corine Land Cover (CLC), est marquée par l'importance des territoires agricoles (82,7 % en 2018), en augmentation par rapport à 1990 (81,6 %). La répartition détaillée en 2018 est la suivante : 
terres arables (76,1 %), zones urbanisées (16,6 %), prairies (6,6 %), forêts (0,3 %), zones industrielles ou commerciales et réseaux de communication (0,2 %), espaces verts artificialisés, non agricoles (0,2 %). L'évolution de l’occupation des sols de la commune et de ses infrastructures peut être observée sur les différentes représentations cartographiques du territoire : la carte de Cassini (XVIIIe siècle), la carte d'état-major (1820-1866) et les cartes ou photos aériennes de l'IGN pour la période actuelle (1950 à aujourd'hui).

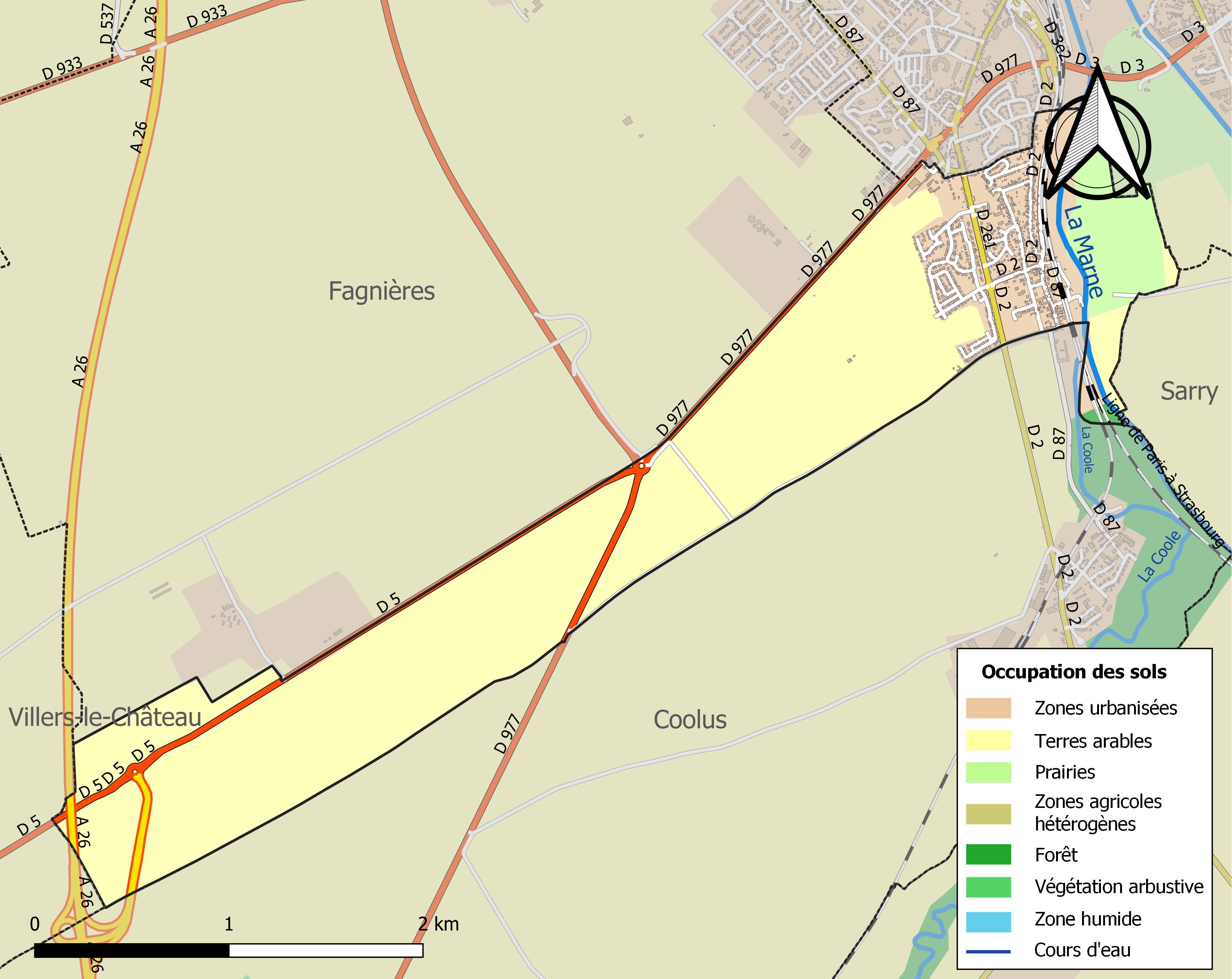
Carte des infrastructures et de l'occupation des sols de la commune en 2018 (CLC).

## Toponymie
Le nom de la localité est attesté sous les formes Bertrici Cortis (1028) ; Curtis Bertrici (1213) ; Villa de Coubertreio (1262) ; Coubertriacum juxta Cathalaunum (1279) ; Coubertriz (128.) ; Curtis Bertricis (1289) ; Coubretrix (1360) ; « Une villette appellée Courbertrix » (1384) ; Combertrix (1387) ; Conpertris (1405) ; Compartrix (1448) ; Coupertris (1495) ; Coupertrix (1511) ; Compertrix (1563) ; Combartrix (1599) ; Coupertery (1612).

## Politique et administration

### Liste des maires
| Période                                  | Période                      | Identité         | Étiquette | Qualité |
| ---------------------------------------- | ---------------------------- | ---------------- | --------- | ------- |
| Les données manquantes sont à compléter. |                              |                  |           |         |
| avant 1876                               | après 1877                   | Laureney         |           |         |
| 1929                                     | ?                            | R. Laurency      |           |         |
| avant 1988                               | ?                            | Gérard Lallement |           |         |
| mars 1995                                | mars 2008                    | Alain Aubry      |           |         |
| mars 2008                                | mars 2014                    | Yannick Paré     |           |         |
| 2014                                     | En cours (au 4 juillet 2014) | Pascal Lefort    |           |         |

## Démographie
L'évolution du nombre d'habitants est connue à travers les recensements de la population effectués dans la commune depuis 1793. Pour les communes de moins de 10 000 habitants, une enquête de recensement portant sur toute la population est réalisée tous les cinq ans, les populations de référence des années intermédiaires étant quant à elles estimées par interpolation ou extrapolation. Pour la commune, le premier recensement exhaustif entrant dans le cadre du nouveau dispositif a été réalisé en 2004.

En 2022, la commune comptait 1 307 habitants, en évolution de −15,51 % par rapport à 2016 (Marne : −1,19 %, France hors Mayotte : +2,11 %).
| 1793 | 1800 | 1806 | 1821 | 1831 | 1836 | 1841 | 1846 | 1851 |
| ---- | ---- | ---- | ---- | ---- | ---- | ---- | ---- | ---- |
| 119  | 110  | 108  | 121  | 120  | 116  | 122  | 126  | 142  |

| 1856 | 1861 | 1866 | 1872 | 1876 | 1881 | 1886 | 1891 | 1896 |
| ---- | ---- | ---- | ---- | ---- | ---- | ---- | ---- | ---- |
| 144  | 139  | 126  | 136  | 147  | 134  | 141  | 152  | 175  |

| 1901 | 1906 | 1911 | 1921 | 1926 | 1931 | 1936 | 1946 | 1954 |
| ---- | ---- | ---- | ---- | ---- | ---- | ---- | ---- | ---- |
| 181  | 189  | 192  | 217  | 211  | 212  | 314  | 362  | 391  |

| 1962 | 1968 | 1975  | 1982 | 1990  | 1999  | 2004  | 2006  | 2009  |
| ---- | ---- | ----- | ---- | ----- | ----- | ----- | ----- | ----- |
| 690  | 971  | 1 061 | 942  | 1 112 | 1 076 | 1 053 | 1 080 | 1 284 |

| 2014  | 2019  | 2022  | - | - | - | - | - | - |
| ----- | ----- | ----- | - | - | - | - | - | - |
| 1 503 | 1 376 | 1 307 | - | - | - | - | - | - |

## Héraldique
| Armes de Compertrix | Les armes de la commune se blasonnent ainsi : d'azur au chevron d'or accompagné, en chef, de deux roses du même boutonnées de gueules et pointées de sinople et, en pointe, d'une croisette tréflée aussi d'or. |

## Lieux et monuments

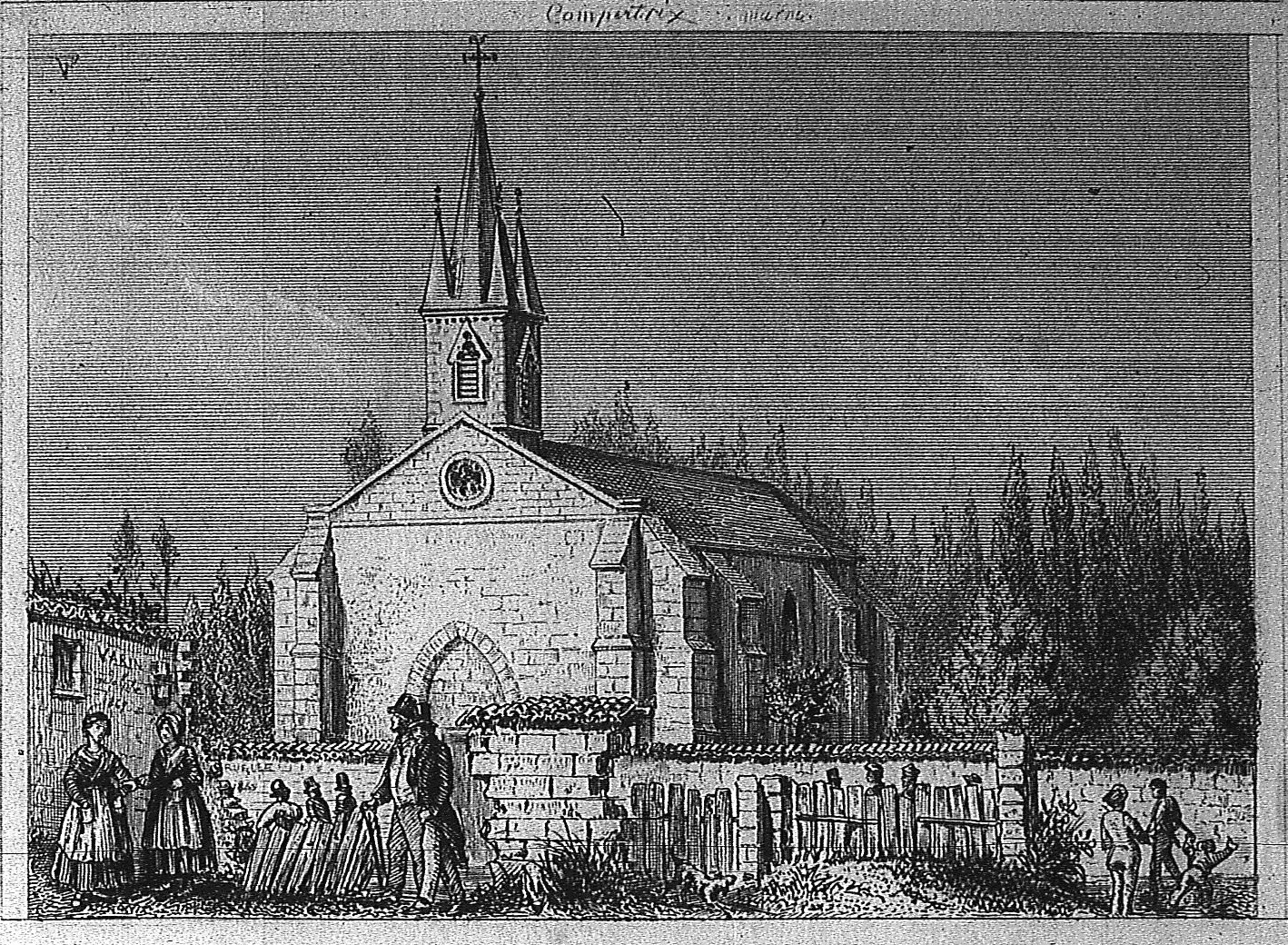
L'église Saint-Nicolas en 1869, gravure de Varin.

Église Saint-Nicolas.

## Sources